# Jingmen
Jingmen (荆门 ; pinyin : Jīngmén) est une ville du centre de la province du Hubei en Chine.

## Subdivisions administratives
La ville-préfecture de Jingmen exerce sa juridiction sur cinq subdivisions - deux districts, une ville-district et deux xian :
- le district de Dongbao - 东宝区 Dōngbǎo Qū ;
- le district de Duodao - 掇刀区 Duōdāo Qū ;
- la ville de Zhongxiang - 钟祥市 Zhōngxiáng Shì ;
- le xian de Shayang - 沙洋县 Shāyáng Xiàn ;
- le xian de Jingshan - 京山县 Jīngshān Xiàn.

## Galerie

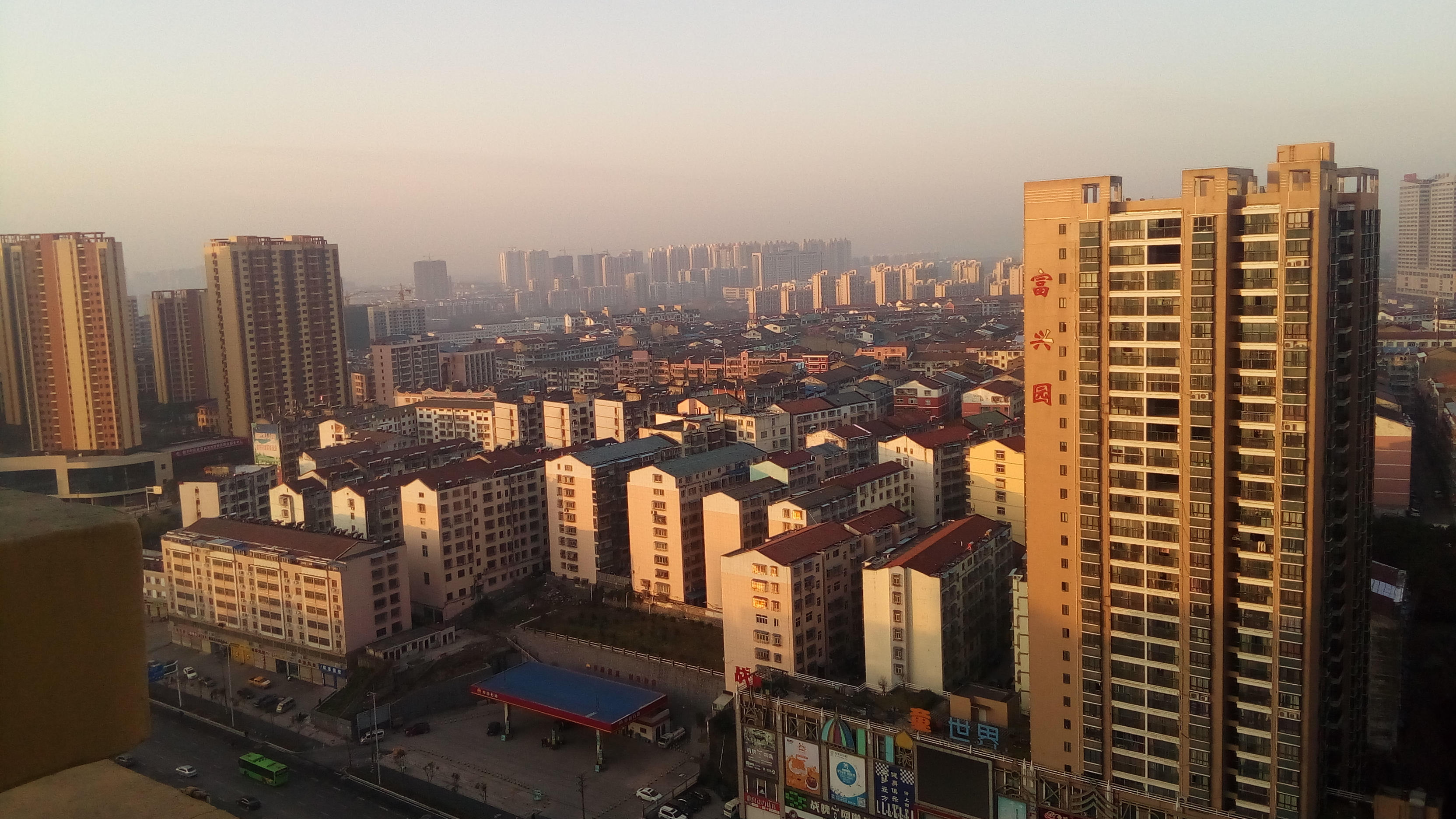
Jingmen en 2017